# Stade de l'Indépendance
Le stade Raimundo Sampaio, connu également sous le nom de stade de l'Indépendance est un stade de football à multi-usages inauguré le 29 juin 1950 à Belo Horizonte, Minas Gerais au  Brésil d'une capacité maximale de 18 000 personnes. Le stade de l'Indépendance est le deuxième plus grand stade de la ville de Belo Horizonte, derrière le Mineirão. Son nom complet rend hommage à Raimundo Sampaio, un ancien président du gouvernement du Minas Gerais.

## Histoire

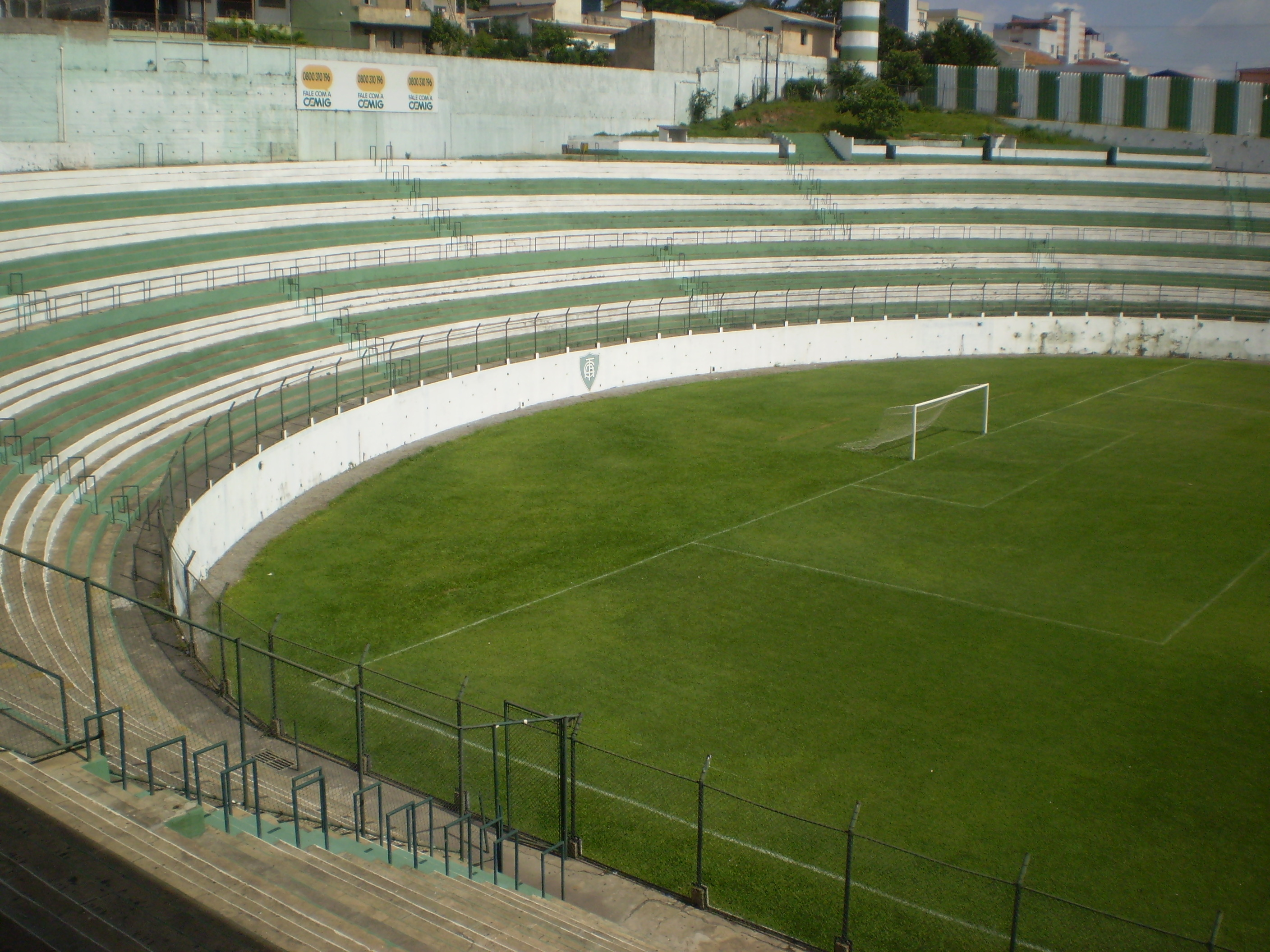
Côté gauche du stade.

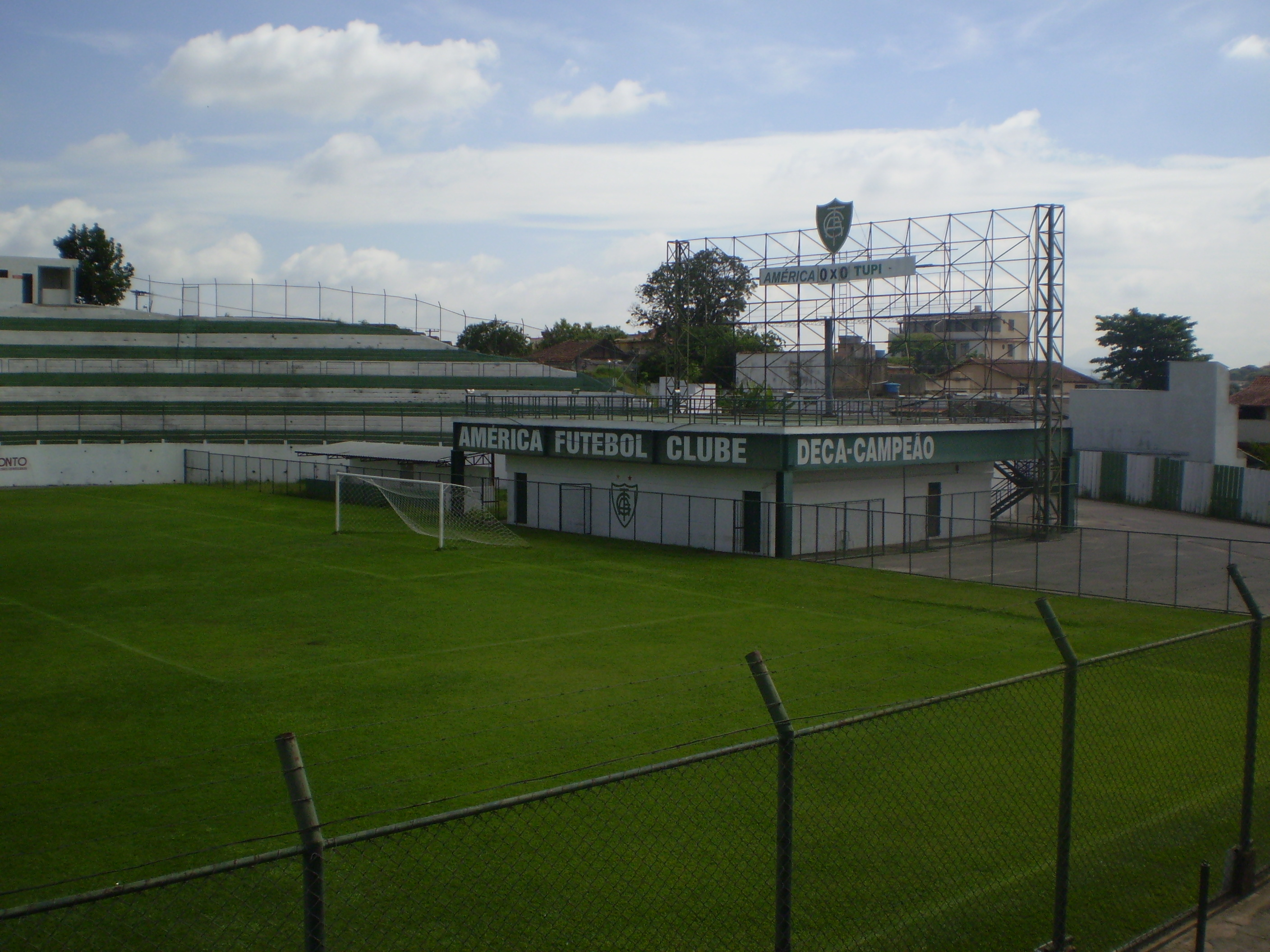
Côté droit du stade.

La construction du stade a commencé en 1947, en vue de la Coupe du monde de football 1950, pour laquelle le Brésil a été choisi comme pays organisateur. Le match d'inauguration fut le match de poule entre la Yougoslavie et la Suisse, gagné par les Yougoslaves 3-0. Le premier but inscrit dans le stade fut l'œuvre de Kosta Tomasevic. Le match Angleterre-États-Unis, gagné par les Américains, a également été disputé dans ce stade.
Après la construction du Mineirão en 1965, la propriété du stade a été transférée par le gouvernement de Minas Gerais à Sete de Setembro. Le stade de l'Indépendance est géré par América Mineiro depuis 1989.
Le record d'affluence dans le stade est de 18 900 spectateurs et date du 10 novembre 1996 quand América Mineiro a battu Náutico 2-1.

## La Coupe du monde 1950
Le stade de l'Indépendance a accueilli 3 matchs de poule de la Coupe du monde 1950 :
| 25 juin 1950 | Yougoslavie                       | 3 - 0 | Suisse | Estadio Independencia, Belo Horizonte      |                                            |
| 18:00        | Tomašević 59e, 78e · Ognjanov 84e |       |        | Spectateurs : 8 000 Arbitrage : M. Galeati | Spectateurs : 8 000 Arbitrage : M. Galeati |
| 18:00        | (Rapport)                         |       |        | Spectateurs : 8 000 Arbitrage : M. Galeati | Spectateurs : 8 000 Arbitrage : M. Galeati |

| 29 juin 1950 | États-Unis   | 1 - 0 | Angleterre | Estadio Independencia, Belo Horizonte       |                                             |
| 18:00        | Gaetjens 38e |       |            | Spectateurs : 10 000 Arbitrage : M. Datillo | Spectateurs : 10 000 Arbitrage : M. Datillo |
| 18:00        | (Rapport)    |       |            | Spectateurs : 10 000 Arbitrage : M. Datillo | Spectateurs : 10 000 Arbitrage : M. Datillo |

| 2 juillet 1950 | Uruguay                                                                          | 8 - 0 | Bolivie | Estadio Independencia, Belo Horizonte     |                                           |
| 15:00          | Míguez 14e, 40e, 51e · Schiaffino 17e, 53e · Vidal 18e · Pérez 83e · Ghiggia 87e |       |         | Spectateurs : 5 000 Arbitrage : M. Reader | Spectateurs : 5 000 Arbitrage : M. Reader |
| 15:00          | (Rapport)                                                                        |       |         | Spectateurs : 5 000 Arbitrage : M. Reader | Spectateurs : 5 000 Arbitrage : M. Reader |

## Sources et liens externes
- (en) Cet article est partiellement ou en totalité issu de l’article de Wikipédia en anglais intitulé « Estadio Independencia » (voir la liste des auteurs).
- América official website